# 細堀町
細堀町（ほそぼりまち）は、栃木県栃木市の地名。郵便番号は328-0121。
　

## 地理
吹上地区東部に位置し、東は木野地町、南は吹上町・川原田町、北は都賀町木と接している。

## 世帯数と人口
2017年（平成29年）8月31日現在の世帯数と人口は以下の通りである。
| 町丁   | 世帯数 | 人口  |
| ------ | ------ | ----- |
| 細堀町 | 49世帯 | 157人 |

## 施設
寺社
- 藤宮神社

## 小・中学校の学区
市立小・中学校に通う場合、学区は以下の通りとなる。
| 番地 | 小学校             | 中学校             |
| ---- | ------------------ | ------------------ |
| 全域 | 栃木市立吹上小学校 | 栃木市立吹上中学校 |